# جيوفاني لاتوي
جيوفاني لاتوي (من مواليد 24 سبتمبر 1998) ، المعروف أيضًا باسم جيو ، ممثل ومدون فيديو هولندي.

## سيرة شخصية
في 29 نوفمبر 2019 ، تم عرض فيلم مشروع جيو من بطولة لاتوي لأول مرة. الشخصيات الأخرى هي أصدقائه المشهورين وأخته ووالديه. الفيلم من إخراج باس فان تيلينجن.
في عام 2020 ، شارك في برنامج الهروب الكبير ، والذي جاء فيه في المرتبة الثانية. خسر أمام ماريج زورفيلد في النهائي. ظهر في برنامج هوس الرخام في عام 2021 ، حيث يشاهد ويختبر جريان الرخام في منازل المشاهدين ، وفي زاب المخبر: الجمعية السرية لـ نصا انطلق.
جنبا إلى جنب مع أخته التوأم ، ميلاني لاتوي ، كان لديه خط ملابس في قط رائع في عام 2017 ، مجموعة قط رائع و لاتوي. لديه أيضًا بضائعه الخاصة التي يبيعها في متجر الويب الخاص به.

## روابط خارجية
- قناة جيوفاني لاتوي الرسمية على يوتيوب
- جيوفاني لاتوي في قاعدة بيانات الأفلام على الإنترنت
- جيوفاني لاتوي على إنستغرام